# Humfried
Humfried (auch Hunfried, Manfried, Memfried; † 28. Februar 1051 in Vatterode) war von 1023 bis 1051 Erzbischof von Magdeburg.

## Leben
Humfried war zunächst Mönch, dann Dompropst in Würzburg und Kaplan am kaiserlichen Hofe. Er wurde 1023 auf Drängen Heinrichs II. zum Erzbischof von Magdeburg gewählt. Im März 1024 wird er mit dem erzbischöflichen Pallium bekleidet. An der Seite von  Konrad II. findet man ihn 1026 in Regensburg, 1027 in Rom und er war im letzteren Jahre auch auf der Synode von Frankfurt, wo man die Streitigkeiten zwischen Mainz und Hildesheim wegen des Stifts in Gandersheim entschied. Humfried sorgte dafür, dass der Stuhl des Erzbischofs immer durch den Papst bestätigt werden musste. So sorgte er 1035 für einen freien Marktzugang in Magdeburg.
Humfrieds Vorgänger Gero hatte mit dem Bischof von Halberstadt im Streit um die Grenzen beider Diözesen gelegen. Diese Auseinandersetzungen waren auch mit dem Amtsantritt Humfrieds noch nicht ausgestanden. Erst im Jahre 1040 konnte sich Humfried mit dem Bischof von Halberstadt verständigen, indem er 25 Gemeinden an diesen abtrat. An kirchlichen Bauten hat er den hohen Chor in der Domkirche errichten lassen und die Nikolaikirche vergrößert. Er starb im Jahre 1051, nachdem er die Privilegien des Bistums sowohl von Konrad II., als auch von Heinrich III. hatte bestätigen lassen. Sein Leichnam wurde nach Magdeburg gebracht und im Dom begraben.